# Вахарловский, Виктор Валерианович
Виктор Валерианович Вахарловский (22 сентября 1906, д. Ивня, Курская губерния — 1 декабря 1986, Рыбница, Молдавская ССР) — старший сержант Рабоче-крестьянской Красной Армии, участник Великой Отечественной войны, Герой Советского Союза (1945).

## Биография
Виктор Вахарловский родился 22 сентября 1906 года в деревне Ивня (ныне — районный центр в Белгородской области) в семье служащего. Получил начальное образование, после чего работал механиком на сахарном заводе. Позднее переехал в город Обоянь Курской области, работал там машинистом «Заготзерна». В 1941 году Вахарловский был призван на службу в Рабоче-крестьянскую Красную Армию. С мая 1942 года — на фронтах Великой Отечественной войны. К декабрю 1944 года старший сержант Виктор Вахарловский командовал отделением 107-го отдельного понтонно-мостового батальона 2-й понтонно-мостовой бригады 2-го Украинского фронта. Отличился во время форсирования Дуная.
В ночь с 4 на 5 декабря 1944 года Вахарловский первым в своём подразделения высадил десант на правый берег Дунай к северу от венгерского города Адонь. Когда на обратном пути катер Вахарловского получил несколько пробоин, он оперативно устранил их и довел катер до занятого советскими войсками берега, спася жизнь 10 раненым, находившимся на борту. Несмотря на массированные авианалёты противника, Вахарловский совершил 11 рейсов через Дунай, переправив большое количество пехоты, артиллерии и боеприпасов.
Указом Президиума Верховного Совета СССР от 24 марта 1945 года старший сержант Виктор Вахарловский был удостоен высокого звания Героя Советского Союза с вручением ордена Ленина и медали «Золотая Звезда».
После окончания войны Вахарловский был демобилизован. Проживал в Обояни. В дальнейшем проживал в г. Рыбница Молдавской ССР, ныне ПМР. Скончался в 1986 году, похоронен в г. Рыбница.
Был также награждён орденами Отечественной войны 1-й степени и Красной Звезды, а также рядом медалей. В честь Вахарловского названа школа в Обояни.